# 874
874（八百七十四、はっぴゃくななじゅうよん）は自然数、また整数において、873の次で875の前の数である。

## 性質
- 874は合成数であり、約数は1, 2, 19, 23, 38, 46, 437, 874である。
  - 約数の和は1440。
- 19番目の七角数である。1つ前は783、次は970。
- 115番目の楔数である。1つ前は861、次は885。
  - 楔数がハーシャッド数になる27番目の数である。1つ前は782、次は902。
- 195番目のハーシャッド数である。1つ前は870、次は880。
  - 19を基とする最小のハーシャッド数である。次は1387。
  - 基数 n における最小のハーシャッド数とみたとき、1つ前の18は198、次の20は3980。(オンライン整数列大辞典の数列 A002998)
- 874 = 12 + 122 + 272 = 32 + 92 + 282 = 32 + 172 + 242 = 82 + 92 + 272 = 122 + 172 + 212
  - 3つの平方数の和5通りで表せる52番目の数である。1つ前は867、次は878。(オンライン整数列大辞典の数列 A025325)
  - 異なる3つの平方数の和5通りで表せる40番目の数である。1つ前は851、次は878。(オンライン整数列大辞典の数列 A025343)
- n = 874 のとき n と n − 1 を並べた数を作ると素数になる。n と n − 1 を並べた数が素数になる95番目の数である。1つ前は868、次は882。(オンライン整数列大辞典の数列 A054211)
- 874 = 0! + 1! + 2! + 3! + 4! + 5! + 6!
  - 0からの連続階乗和とみたとき1つ前は154、次は5914。(オンライン整数列大辞典の数列 A003422)
- 各位の和が19になる33番目の数である。1つ前は865、次は883。

## その他 874 に関連すること
- 西暦874年
- 紀元前874年
- ダンカン（USS Duncan, DD-874）は、アメリカ海軍の駆逐艦。
- ディッキーズ874